# Battaglia di Arras (1940)
La battaglia di Arras del 1940 fu uno scontro combattuto tra la Wehrmacht e le forze alleate anglo-francesi nei pressi della città di Arras durante la Campagna di Francia. Lo scontro fu causato da un contrattacco alleato contro il fianco destro dell'esercito tedesco, ormai lanciato verso le coste della Manica, sferrato principalmente dalla cosiddetta Frankforce britannica equipaggiata anche con due reggimenti di carri armati pesanti. Obiettivo di questo attacco, sferrato in fretta e senza un effettivo coordinamento con le forze francesi disponibili a nord e a sud del cuneo dei panzer, era quello di colpire le punte avanzate tedesche, costringendole a fermarsi ed evitando così l'accerchiamento.
Dopo qualche successo iniziale, l'attacco fu respinto dalle forze tedesche, costringendo gli Alleati a ritirarsi verso la costa della Manica per evitare di essere accerchiati.

## Premessa
Le fasi iniziali della Campagna di Francia avevano costituito per la Germania un successo 
militare straordinario per le sue dimensioni e per la sua rapidità; secondo le indicazioni del loro piano di invasione, le truppe tedesche avevano condotto uno sfondamento a sorpresa nella zona di Sedan, per poi spingersi rapidamente a nord-ovest con l'obiettivo di accerchiare le forze anglo-francesi addentratasi in Belgio. Sedan fu conquistata il 13 maggio 1940; già il 21 maggio, poi, elementi della Panzergruppe Kleist avrebbero raggiunto la foce della Somme, accerchiando così gran parte delle forze anglo-francesi operanti sul confine belga. La I Armata francese, il Corpo di spedizione britannico (BEF) e ciò che rimaneva dell'Esercito del Belgio furono tagliati fuori dalle loro linee di rifornimento, rimanendo così a rischio di essere annientati dalle forze tedesche che avanzavano verso la costa.
Sin dalla caduta di Sedan i vertici militari britannici si erano posti il problema di mettere in salvo le loro truppe. Il 16 maggio fu ordinato un iniziale ripiegamento verso ovest, ma prima ancora che il BEF riuscisse ad attestarsi sulle nuove posizioni la situazione precipitò: più a sud, infatti, il XIX. Panzer-korps di Heinz Guderian aveva tagliato le linee di comunicazioni dell'armata britannica. Il 19 maggio il comando del BEF fu poi informato che il governo stava "esaminando un ripiegamento verso Dunkerque qualora le circostanze l'avessero imposto"; tuttavia fu infine ordinato al BEF, secondo gli schemi del nuovo piano strategico messo a punto dal generale Maxime Weygand, di attaccare verso sud con l'obiettivo di isolare le punte corazzate tedesche e aprirsi un varco verso le posizioni francesi. Per cercare di realizzare questo piano, il comando del BEF iniziò a inviare rinforzi nel settore di Arras allo scopo di lanciare un contrattacco.

## Il piano
Il generale John Gort, comandante del BEF, decise di avviare l'offensiva prima che le forze alleate operanti nel settore del Passo di Calais fossero completamente accerchiate. Fu così costituito un gruppo d'assalto (nome in codice Frankforce) che avrebbe dovuto operare un contrattacco nella zona di Arras. Quest'unità, il cui comando fu affidato al generale Harold Franklyn, venne costituita dalla 5ª e dalla 50ª Divisione fanteria inglesi, con il supporto della 1ª Brigata corazzata inglese e di altri 60 carri armati provenienti da unità francesi operanti nell'area.
Il piano d'attacco prevedeva che le forze inglesi si sarebbero mosse dalla loro linea di difesa sul fiume Scarpe, a est di Arras, attaccando verso sud in direzione di Cambrai; l'obiettivo sarebbe stato quello di inserirsi attraverso le linee della 7. Panzer-division, spezzando così l'avanzata delle punte corazzate tedesche.

## La battaglia
Nel pomeriggio del 21 maggio la Frankforce lanciò il suo attacco: in luogo delle due divisioni previste, però, furono fatti avanzare solamente due battaglioni di fanteria, seguiti da due battaglioni di carri armati. Nonostante fosse stato condotto da forze molto esigue, l'attacco si sviluppò inizialmente con un rapido successo; a determinare tale successo fu soprattutto l'azione dei mezzi corazzati inglesi, che riuscirono a sfondare le prime linee e a far catturare diversi militari tedeschi.
In particolare, nel settore sinistro del fronte gli attaccanti inglesi misero seriamente in difficoltà le forze della 7. Panzer-division, comandata dal generale Erwin Rommel: a difendere questo settore c'era il reggimento motorizzato delle SS Totenkopf, che fu sopraffatto dall'attacco dei carri armati inglesi. Le armi anticarro da 37mm a disposizione di quest'unità si rivelarono insufficienti contro la pesante corazza dei carri Matilda a disposizione degli inglesi; per evitare quindi uno sfondamento delle sue linee, Rommel fu costretto a ordinare ai reparti di artiglieria contraerea di schierarsi in linea di difesa: fu la prima volta in cui il cannone 8,8cm Flak veniva impiegato come arma anticarro.
Grazie a questa mossa, l'assalto della Frankforce fu respinto dalla 7. Panzer-division, che comunque pagò un prezzo elevato per mantenere le sue posizioni. Quando la Luftwaffe inviò aerei di supporto per stabilizzare la situazione, Rommel lanciò un contrattacco, inseguendo le truppe inglesi che avevano nel frattempo iniziato a ritirarsi. Le truppe francesi rimaste nelle retrovie, però, fermarono questo contrattacco tedesco avvalendosi della loro superiorità in termini di artiglieria pesante; la Frankforce riuscì così a rientrare nelle linee di partenza.

## Conclusioni
La sconfitta tattica subita dagli inglesi ad Arras non deve trarre in inganno riguardo alle conseguenze strategiche che questo pur breve sconto ebbe sul prosieguo della campagna. L'Alto comando tedesco rimase impressionato da questo contrattacco, iniziando così a temere fortemente una possibile controffensiva generale delle forze alleate; lo stesso generale Gerd von Rundstedt (comandante del Gruppo d'armate A) ebbe poi modo di dire: "per qualche tempo si temette che le nostre forze corazzate restassero isolate prima che a dar loro manforte sopraggiungessero le divisioni di fanteria".
È possibile che in parte anche per l'impressione ricevuta dalla cosiddetta Krisis Arras, il generale von Rundstedt e lo stesso Hitler decisero il 24 maggio di fermare temporaneamente l'avanzata delle divisioni corazzate del generale Heinz Guderian verso i porti della Manica, favorendo in questo modo il difficile ripiegamento delle forze alleate del Gruppo d'Armate n. 1 verso Dunkerque, per effettuare una drammatica evacuazione via mare. Dopo scontri violenti e confusi e dopo aver abbandonato tutto il materiale e l'equipaggiamento pesante, gran parte del BEF e una parte delle forze francesi accerchiate sarebbero riuscite a reimbarcarsi nel corso dell'Operazione Dynamo.